# John Illingworth (cầu thủ bóng đá)
John William Illingworth (3 tháng 9 năm 1904 - 1964) là một cầu thủ bóng đá người Anh từng thi đấu cho Castleford Town, Northfleet United, Tottenham Hotspur, Swansea City và Barry Town.

## Sự nghiệp bóng đá
Illingworth bắt đầu sự nghiệp tại câu lạc bộ địa phương Castleford Town trước khi gia nhập câu lạc bộ con của Tottenham Hotspur là Northfleet United. Năm 1929 hậu vệ phải kí hợp đồng với Tottenham Hotspur có 12 lần ra sân trên mọi đấu trường cho The Lilywhites giai đoạn 1929-34. Sau khi rời khỏi White Hart Lane, Illingworth thi đấu ở Swansea City và cuối cùng là Barry Town.